# Billy Ropiha
Pour les articles homonymes, voir Kokiri.
Pas d'image ? Cliquez ici

a Compétitions nationales et continentales officielles uniquement.

b Matchs officiels uniquement.
Dernière mise à jour le 6 mai 2023.
Billy Ropiha, né le 16 janvier 1991, est un joueur néo-zélandais de rugby à XV qui évolue au poste de centre.

## Biographie
Billy Ropiha évolue en club dans les villes de Clive et Taradale, avant de disputer le Championnat des provinces néo-zélandaises avec la Poverty Bay Rugby Football Union en 2013, puis la Hawke's Bay Rugby Union à partir de 2014.
Durant l'année 2016, il est intégré à l'effectif de l'équipe nationale néo-zélandaise de rugby à sept dès le mois de janvier. Éloigné des terrains par une blessure, il dispute le tournoi de Dubaï en décembre 2016.
Pour la saison 2017-2018, Ropiha signe un contrat professionnel d'une saison en Europe, pour le compte de l'US Dax évoluant alors en Pro D2,.
Après la relégation du club landais en Fédérale 1, il s'engage avec le RC Massy à l'intersaison 2018. Malgré la relégation de son nouveau club après une saison, il prolonge pour deux années supplémentaires. Il évolue ainsi pour la saison en 2020-2021 en Nationale, division intermédiaire tout juste créée entre la Pro D2 et la Fédérale 1.
Il signe ensuite un contrat pour la saison à venir pour l'AS Mâcon, en Fédérale 1, puis l'année suivante alors que le club est promu en Nationale 2,, nouvelle division formée sous celle de Nationale.